# Evangelička crkva u Zagrebu
Evangelička crkva u Zagrebu (mađarski: Evangélikus Egyház Zágrábban, njemački: Evangelische Kirche in Zagreb, slovački: Evanjelický kostol v Záhrebe) evangelička je crkva u Zagrebu. Izgrađena je u neogotičkom stilu u razdoblju od 1882. do 1884. godine. Posvećena je 30. ožujka 1884. godine, te je tom prilikom dobila ime po Kristu (Christus Kirche).  Građena je prema projektu arhitekta Hermanna Bolléa, a tošak izgradnje crkve bio je 22.000 forinti. Pored crkve se nalazi župni dvor čija je izgradnja iznosila 22.000 forinti.
Ova je crkva zaštićeno kulturno dobro Republike Hrvatske.

## Arhitektura
Crkva je slobodnostojeća jednobrodna neogotička sakralna građevina s transeptom. U liniji glavnog pročelja nalazi se trokatni zvonik u kojem se nalaze tri zvona (vjera, nada, ljubav). Sagrađena je na uglovnoj parceli, koju je crkvi grad Zagreb darovao 1880. godine. Ograđena je kovanom ogradom.
U sjevernom dijelu parcele nalazi se poluugrađeni jednokatni evangelički župni dvor, sagrađen između 1881. i 1882. također prema projektima Hermanna Bolléa. Ova je crkva jedna od najranijih realizacija Hermanna Bolléa u Zagrebu te je za razliku od obnavljanih Rimokatoličkih crkava bila novogradnja.
Na zapadnom je dijelu parcele 1908. i 1909. godine prema projektu Rudolfa Lubynskog sagrađen drugi dvokatni dio evangeličkog župnog dvora, a 1931. godine je nadograđen drugi kat prvosagrađenog župnoga dvora.

## Unutrašnjost crkve
Crkva je cijelovito sačuvana s inventarom koji se sastoji od drvene propovjedaonice smještene u apsidi, koja je djelo Miroslava Häckera, drvene klupe i kućišta orgulja koje je izradio Josip Oblak, krstionice postavljene centralno ispred oltara, te drvenog kora i galerije na drvenim stupovima u krakovima transepta. Orgulje datiraju iz 1884. godine i jedan su od posljednjih opusa zagrebačkog graditelja orgulja Mije Heferera. Orgulje su jedne od sveukupno 2 sagrađenih orgulja u koje je Mijo Heferer postavio zračnice sa čunjićima tzv. kegellade.
Rebra neogotičkog svoda izvedena su profilnom opekom, a zidna je dekoracija naknadno ofarbana. Vitraji prikazuju Krista, Martina Luthera s Kristove desne te Philippa Melanchtona s Kristove lijeve strane, a izvedeni su u radionici Koch i Marinković 1933. godine. Crkvena su pročelja izvedena opekom u dvije nijanse. Crvenija nijansa opeke naglašava vijence, prozorske nadvoje i portal koji je uokviren kamenim stupovima.
Na zabatu portala crkve nalazi se kameni medaljon s isklesanim Kristovim likom.

## Galerija
- Zvonik crkve
- Župni dvor i bočno pročelje
- Portal
- Pogled na crkvu i župni dvor
- Stražnje pročelje
- Zvono
- Kameni medaljon s isklesanim Kristovim likom
- Propovjedaonica i vitraji
- Krstionica i oltar
- Svod
- Pogled s galerije
- Pogled na krstionicu s galerije
- Tabla ispred župnog ureda